# Osterstetten
Osterstetten ist ein Ortsteil von Langenau im Alb-Donau-Kreis in Baden-Württemberg.
Der Weiler, der zum Stadtteil Albeck gehört, liegt circa zweieinhalb Kilometer westlich von Langenau und einen Kilometer nördlich von Albeck.

## Geschichte
Der Ort wurde 1143  erstmals überliefert. Osterstetten scheint aus einem Einzelhof entstanden zu sein, der wahrscheinlich der Nachfolger des ehemaligen römischen Gutshofes, dessen Ruinen noch heute nördlich der heutigen Siedlung zu sehen sind, war.
Im Jahr 1887 wurde dort eine römische Ansiedlung mit Herrschaftshaus, Scheune, Gesindehaus und Badehaus ausgegraben.
Im späten Mittelalter gehörte zu einem der damals drei Höfe ein Schloss, das von Mauern und Gräben umgeben war. Dieses wurde 1704 und 1707 zerstört, später wieder aufgebaut und Ende des 18. Jahrhunderts endgültig abgebrochen.